# Conjunto perfecto
En topología, un conjunto perfecto es un subconjunto cerrado tal que todos sus puntos son puntos de acumulación (es decir, el conjunto carece de puntos aislados).

## Caracterización
Sea S un conjunto y S′ el conjunto de sus puntos de acumulación. Nótese que un conjunto S de un espacio topológico es cerrado cuando {\displaystyle S'\subseteq S}, es decir, cuando {\displaystyle S} contiene todos sus puntos de acumulación. Dos conjuntos S y T están separados cuando son disjuntos y cuando los conjuntos derivados, formados por sus puntos de acumulación, también son disjuntos. En esas condiciones, el conjunto S es un conjunto perfecto si S = S′. Esto equivale a la definición original, un conjunto es perfecto si es un conjunto cerrado sin puntos aislados.

## Propiedades
- Los conjuntos perfectos son importantes en las aplicaciones del teorema de categorías de Baire.
- Un conjunto perfecto de {\displaystyle \mathbb {R} ^{n}} es necesariamente no numerable.
- El conjunto Xº de los puntos de condensación de X es un conjunto perfecto,  i.e. cerrado y denso.[1]

## Ejemplos
- En {\displaystyle \mathbb {R} }, cualquier unión finita de intervalos cerrados de la forma {\displaystyle [a_{i},b_{i}]\subset R} es un conjunto perfecto.
- El conjunto de Cantor es un conjunto perfecto, y por tanto no numerable.